# Ego Trippin'
Ego Trippin' è il nono album in studio di Snoop Dogg pubblicato nel mese di marzo 2008.

## Il disco
Il titolo Ego Trippin' è stato scelto proprio perché inizialmente il disco non avrebbe dovuto contenere alcuna collaborazione, tuttavia lo stesso Snoop ha poi realizzato questa idea come impossibile. Infatti l'album contiene collaborazioni con artisti di fama internazionale come Charlie Wilson, DJ Quik, Raphael Saadiq, Teddy Riley, Too Short, Everlast e Pharrell.
Nell'album per la prima volta Snoop Dogg ha usufruito di autori, che gli hanno scritto la maggioranza delle canzoni nell'album.
Le foto del disco sono state realizzate al Long Beach Polytechnic High School, la scuola superiore di Snoop. L'album ha venduto 137 000 copie solo nella prima settimana e 301 226 nel mese di aprile 2008.

## Tracce
1. A Word Witchya! (Intro) - 1:21
2. Press Play - 3:49
3. SD Is Out - 3:50
4. Gangsta Like Me - 4:27
5. Neva Have 2 Worry - 4:18
6. Sensual Seduction - 4:03
7. Life of da Party - 4:24
8. Waste Of Time - 3:34
9. Cool - 4:02
10. Sets Up - 3:44
11. Deez Hollywood Nights - 4:40
12. Whateva U Do - 3:47
13. Staxxx In My Jeans - 3:50
14. Been Around Tha World - 3:37
15. Let It Out - 2:38
16. My Medicine - 2:41
17. Ridin' In My Chevy - 3:15
18. Those Gurlz - 4:00
19. One Chance (Make It Good) - 3:34
20. Why Did You Leave Me - 4:07
21. Can't Say Goodbye - 4:09